# Władysław Soporek

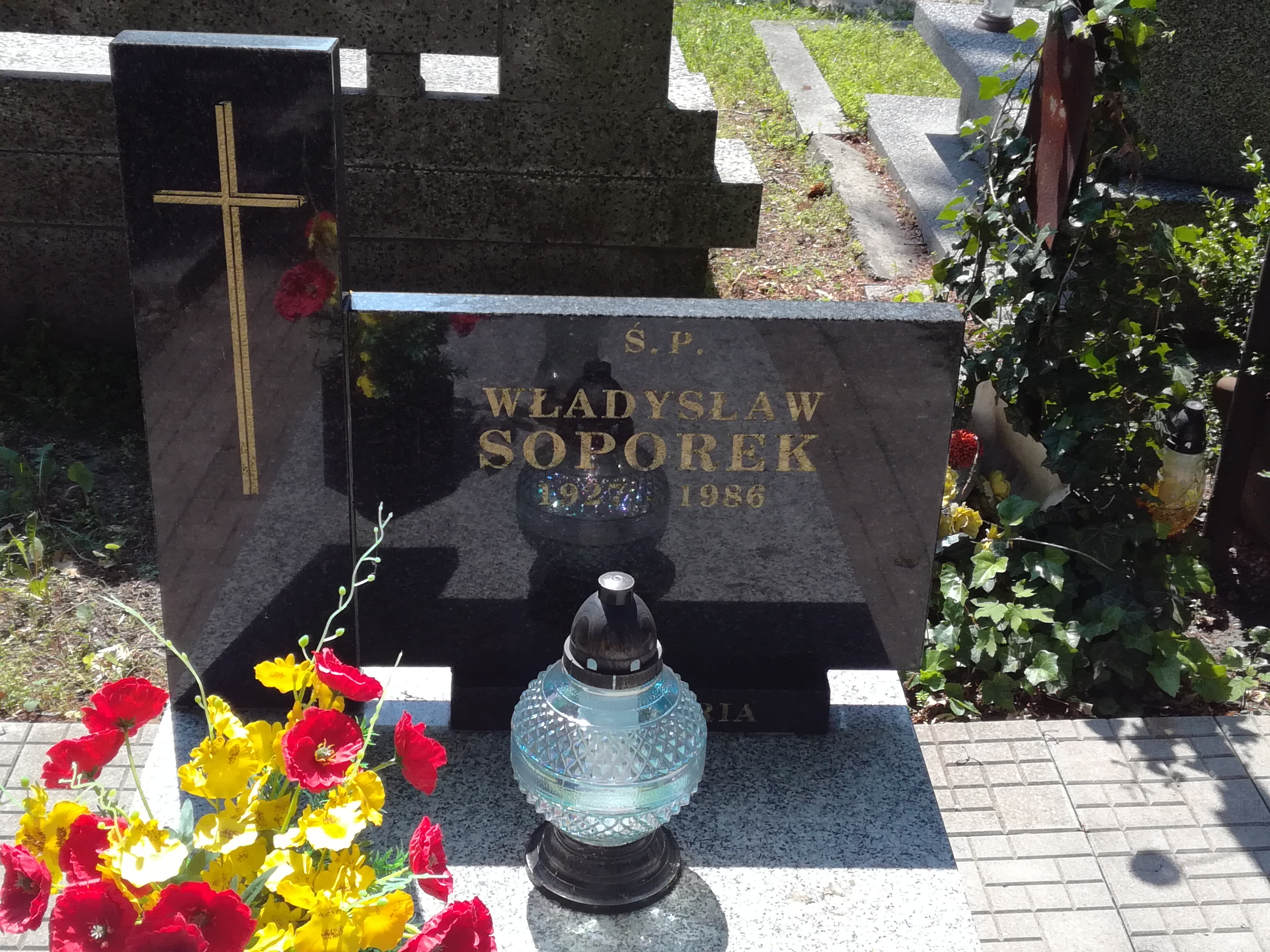
Grób Władysława Soporka na cmentarzu ewangelickim w Łodzi

Władysław Soporek (ur. 10 grudnia 1927 w Grodzisku Mazowieckim, zm. 25 października 1986 w Łodzi) – polski piłkarz, trener.

## Kariera
Reprezentant Polski, rozegrał 2 mecze w reprezentacji (debiut: 29 września 1957 meczem z Bułgarią). Mistrz Polski z ŁKS Łódź w 1958. Król strzelców rozgrywek I ligi piłki nożnej w 1958 z 19 golami. Po zakończeniu kariery piłkarskiej pracował jako trener m.in. Startu Łódź, Concordii Piotrków Trybunalski i Skry Częstochowa.
Został pochowany na cmentarzu ewangelickim przy ul. Ogrodowej w Łodzi (kwatera L/1).

## Przebieg kariery
- TUR Grodzisk Mazowiecki 1937-1938
- Pogoń Grodzisk Mazowiecki 1938-1939 i 1946-1948
- KS Lublinianka 1949-1950
- Legia Warszawa 1950-1952
- ŁKS Łódź 1953-1960
- Start Łódź 1961-1964